# Kokardespecht
De kokardespecht (Leuconotopicus borealis synoniem:Picoides borealis) is een vogel uit de familie van de spechten (Picidae).

## Verspreiding en leefgebied
Deze soort komt voor in de naaldbossen in het zuidoosten van de Verenigde Staten.

## Status
De grootte van de populatie is in 2019 geschat op 19.000 volwassen vogels. Op de Rode lijst van de IUCN heeft deze soort de status gevoelig.